# موروياما
موروياما هي بلدية في اليابان، وبلدة في اليابان، تقع في مقاطعة إيروما، بلغ عدد سكانها 36,215 نسمة وذلك حسب إحصائيات سنة 2018، تبلغ مساحتها 34.07 كيلومتر مربع.